# Correio de Carajás
O jornal Correio de Carajás, ou simplesmente Correio, é um jornal impresso e eletrônico brasileiro que circula no sul e sudeste do Pará.
Com sede em Marabá, o periódico foi fundado em 15 de janeiro de 1983 pelo jornalista Mascarenhas Carvalho da Luz, sendo o mais antigo ainda em circulação em Marabá, e um dos mais importantes meios de comunicação do Pará.
A tiragem média do jornal é de 30 mil exemplares durante a semana, batendo o número de 40 mil aos sábados, colocando o Correio como um dos mais lidos no sul e sudeste do Pará. Além da edição impressa, o Correio conta com uma versão digital, a CT Online, disponível ao publico. Tem sucursais em Canaã dos Carajás, Curionópolis, Parauapebas, Redenção e São Félix do Xingu.

## História
Fundado em 15 de janeiro de 1983 pelo jornalista Mascarenhas Carvalho da Luz, o jornal iniciou suas atividades com o nome Correio do Tocantins, com tiragem quinzenal. Embora surgido em plena ditadura militar, declarava-se independente politicamente.
A sua primeira manchete traduziria o que viria a ser sua maior marca: "Querem dividir o Pará". Foi assim o pioneiro veículo de comunicação a defender publicamente a pauta de criação do estado do Carajás, sendo esta sua bandeira mais clara e duradoura.
Até 1995 a gráfica que o editava ficava em Belém, o que causava atrasos na distribuição. Tal fato mudou quando o jornal montou sua própria gráfica em Marabá.
Em consequência da dimensão que ganhou sua cobertura do Massacre de Eldorado do Carajás, o jornal passou por uma ampla reestruturação, tendo, em abril de 1996, a partir da edição de número 557, edição impressa colorida, e; a partir de 1997 sua tiragem passou de semanal para ser a cada três dias por semana.
Em 2008 inaugura sua versão digital, que inicialmente tinha o nome de CT Online. Após inativada, retornou em novembro de 2010, após reformulação de leiaute.
Em 2013, o jornal foi vendido pelo jornalista Mascarenhas da Luz para a família do deputado João Chamon Neto. O Correio do Tocantins foi integrado à concessão da SBT, que passou a ser denominada TV Correio, bem como outros meios, dando origem ao conglomerado midiático Grupo Correio.
Em 2016 os veículos impresso e digital mudam de nome, marcando a passagem de gestão, denominando-se, respectivamente, Correio de Carajás e Portal Correio de Carajás.

## Características da versão física e da digital
A versão física (ou impressa) Jornal Correio do Carajás é o carro-chefe do Grupo Correio, sendo líder de segmento na maior parte dos municípios do sul do Pará. Atende a aproximadamente 20% da população do Pará, estando disponível a quase 2 milhões de habitantes.
A princípio a ideia do CT Online, a versão digital, era baseada apenas para uma complementação do jornal impresso. Para isso foi criada uma homepage, na qual eram reproduzidas as informações circuladas no meio impresso. Após algumas modificações (e a adoção do nome Portal Correio de Carajás), foi criado um site de notícias que tornou-se um dos mais acessados do interior do Pará.

## Visão política
Sua mais antiga e definida das visões políticas é a defesa pela reordenação territorial do Pará, para criação do estado do Carajás. O engajamento com esta posição é tão marcante que o jornal adotou, a partir de meados da década de 2000, o slogan "O Jornal de Carajás". Posteriormente ao Plebiscito sobre a divisão do estado do Pará, o próprio veículo suplantou o tradicional segundo nome - Tocantins - por Carajás, tornando-se Correio de Carajás.
Em geral o jornal adotou outras posições ao longo de sua trajetória em sua linha editorial, defendendo, segundo o historiador Laécio Sena, temas como a propriedade privada e a defesa de latifúndios. Nessa mesma direção, segundo uma publicação do Instituto Universidade Popular em 2015, o jornal dá ampla cobertura à ação policial, em detrimento de uma cobertura mais social. Segundo a historiadora Idelma Silva, suas posições já chegaram, no passado, a defender a proibição e restrição da vinda de migrantes nordestinos à Marabá e, mais recentemente, críticas à universidade pública.